# 费尔南多·桑切斯·西皮特里亚
费尔南多·桑切斯·西皮特里亚 （西班牙語：Fernando Sánchez Cipitria，1971年9月13日—，生于马德里），简称费尔南多，西班牙退役足球运动员，曾经常踢左中锋位置。
他曾代表4支不同队伍踢过207场西甲联赛，跨度7个赛季，共射入27个进球。

## 俱乐部生涯
费尔南多出自皇家马德里足球俱乐部青训体系，但未能进入球队一队。1995年夏季，他转会加盟巴拉多利德，并在995–96赛季首次参加西甲联赛。当时他的教练是年轻的拉法埃尔·贝尼特斯，队友何塞·路易斯·桑塔马里亚和阿尔贝托·马尔克斯·雷伊在之前曾一起在皇家马德里B踢球。
在1996–97赛季西班牙足球甲级联赛中，费尔南多迎来了职业的高潮，共11个进球，爆发了，等到欧洲杯、1997–98欧洲杯预选赛就流露出了真是水平，只拿到第七名。后来，他与皇家贝蒂斯签订了合同。
费尔南多加入了拉科鲁尼亚体育俱乐部，参加了1999–2000赛季西班牙足球甲级联赛，19次争夺Super Depor奖项，在加利西亚人，第一次参加了顶级队，但是很快被视为多余，于是连续三次被租借，一直到32岁退役。(在2002–03德甲，他踢了德国汉诺威96的上半个赛季，队友包括哈伊米·桑切斯·费尔南多 (但他很快发现不适应，并返回了西班牙)。

## 退役后
2012年，费尔南多通过蹴鞠春秋公司的招聘，加盟位于中国广东省清远市的恒大足球学校，成为足校的技术总监。